# Perenethis fascigera
Espèce
Synonymes
- Tetragonophthalma fascigera Bösenberg & Strand, 1906

Perenethis fascigera est une espèce d'araignées aranéomorphes de la famille des Pisauridae.

## Distribution
Cette espèce se rencontre au Japon, en Corée du Sud et en Chine.

## Description
La femelle holotype mesure 8,5 mm.
Le mâle décrit par Sierwald en 1997 mesure 8,33 mm et la femelle 8,53 mm.

## Publication originale
- Bösenberg & Strand, 1906 : Japanische Spinnen. Abhandlungen der Senckenbergischen Naturforschenden Gesellschaft, vol. 30, p. 93-422 (texte intégral).